# Rumilly-lès-Vaudes
Rumilly-lès-Vaudes é uma comuna francesa na região administrativa de Grande Leste, no departamento de Aube. Estende-se por uma área de 42,38 km². Em 2010 a comuna tinha 560 habitantes (densidade: 13,2 hab./km²).